# Лагос, Панайотис
Панайотис Лагос (греч. Παναγιώτης Λαγός; род. 18 июля 1985[…], Салоники) — греческий футболист. Выступал за сборную Греции. Играет на позиции левого вингера.

## Карьера

### Клубная
Лагос начинал профессиональную карьеру футболиста в греческом клубе «Ираклис» в 2002 году. В сезоне 2002/03 состоялся дебют игрока в чемпионате Греции. Всего же в своём первом сезоне он провёл 6 официальных матчей за команду. Наиболее успешным для греческого футболиста оказался сезон 2005/06: Лагос отыграл 28 матчей и забил 7 голов в первенстве страны. На протяжении сезона он был наиболее ценным игроком для АЕКа, который по итогам того сезона оказался на второй строчке в греческом чемпионате и получил право выступать в третьем квалификационном раунде Лиги чемпионов.
После окончания сезона 2005/06 Лагосом заинтересовались многие клубы Греции, в том числе «Олимпиакос», «Панатинаикос» и ПАОК. Но в 2006 году футболист решил подписать контракт с командой АЕК из Афин. В первом же сезоне он получил серьёзную травму правой ноги, период восстановления продлился один год. После возвращения на поле Панайотис не сразу стал игроком основы, на протяжении нескольких сезонов он проводил не более 15 матчей в чемпионате. Первым полноценным сезоном для грека стал 2010/11, когда Лагос сыграл 27 матчей в греческой Суперлиге и отметился дублем во встрече с «Ларисой» (победа АЕКа 3:2). Вместе с командой он стал победителем Кубка Греции, разгромив в финале клуб «Атромитос» со счётом 3:0. Сам Лагос принял участие в 5 из 7 возможных матчей в рамках Кубка страны, а также забил важный мяч в ответной игре с «Панатинаикосом» 1/4 финала.
В 2010 году Лагос продлил контракт с АЕКом до 2013 года.
28 января 2013 года Лагос на правах свободного агента перешёл в «Ворскла» (Полтава), подписав контракт на два с половиной года. Но не отыграв и половины контракта покинул клуб.

### В сборной
В составе молодёжной сборной Греции греческий футболист провёл 16 матчей и забил 3 гола. В 2004 году он в составе команды Греции принял участие в летних Олимпийских играх. В 2006 году Лагос дебютировал в главной сборной в товарищеской встрече с Южной Кореей. До получения серьёзной травмы в 2006 году он успел сыграть 6 матчей, затем после долгого перерыва вернулся в национальную команду в 2008 году. В 2011 году греческий полузащитник был вновь призван в сборную на встречу с Мальтой в рамках отборочного этапа к Евро-2012. В этой игре он так и не появился на поле, зато 29 марта отыграл весь товарищеский матч с Польшей.

## Клубная статистика
| Клуб             | Сезон            | Лига | Лига | Кубки | Кубки | Еврокубки | Еврокубки | Прочие | Прочие | Итого | Итого |
| Клуб             | Сезон            | Игры | Голы | Игры  | Голы  | Игры      | Голы      | Игры   | Голы   | Игры  | Голы  |
| ---------------- | ---------------- | ---- | ---- | ----- | ----- | --------- | --------- | ------ | ------ | ----- | ----- |
| Ираклис          | 2002/03          | 6    | 0    | 0     | 0     | 0         | 0         | 0      | 0      | 6     | 0     |
| Ираклис          | 2003/04          | 17   | 0    | 4     | 0     | 0         | 0         | 0      | 0      | 21    | 0     |
| Ираклис          | 2004/05          | 24   | 3    | 5     | 0     | 0         | 0         | 0      | 0      | 29    | 3     |
| Ираклис          | 2005/06          | 28   | 7    | 1     | 0     | 0         | 0         | 0      | 0      | 29    | 7     |
| Ираклис          | Итого            | 75   | 10   | 10    | 0     | 0         | 0         | 0      | 0      | 82    | 10    |
| АЕК (Афины)      | 2006/07          | 10   | 1    | 1     | 0     | 4         | 0         | 0      | 0      | 15    | 1     |
| АЕК (Афины)      | 2007/08          | 13   | 0    | 1     | 0     | 1         | 0         | 0      | 0      | 15    | 0     |
| АЕК (Афины)      | 2008/09          | 14   | 0    | 1     | 0     | 2         | 0         | 0      | 0      | 17    | 0     |
| АЕК (Афины)      | 2009/10          | 15   | 0    | 0     | 0     | 0         | 0         | 0      | 0      | 15    | 0     |
| АЕК (Афины)      | 2010/11          | 27   | 2    | 5     | 1     | 7         | 0         | 0      | 0      | 39    | 3     |
| АЕК (Афины)      | Итого            | 79   | 3    | 8     | 1     | 14        | 0         | 0      | 0      | 101   | 4     |
| Всего за карьеру | Всего за карьеру | 154  | 13   | 18    | 1     | 14        | 0         | 0      | 0      | 183   | 14    |

(откорректировано по состоянию на 25 мая 2011)

## Достижения
Командные
 «АЕК (Афины)»
- Обладатель Кубка Греции (1): 2010/11

Личные
- Лучший молодой футболист года в Греции (2): 2005, 2006